# دوبرا وودا و هوریتس
دوبرا وودا و هوریتس (به چکی: Dobrá Voda u Hořic) یک منطقهٔ مسکونی در جمهوری چک است که در شهرستان ییچین واقع شده‌است.